# Salang (vattendrag)
Salang, eller Darya-ye Salang (persiska: دریای سالنگ), är ett vattendrag i Afghanistan. Det ligger i provinsen Parwan, i den nordöstra delen av landet. Salang mynnar som vänsterbiflod i Ghorband.